# صداهای درد

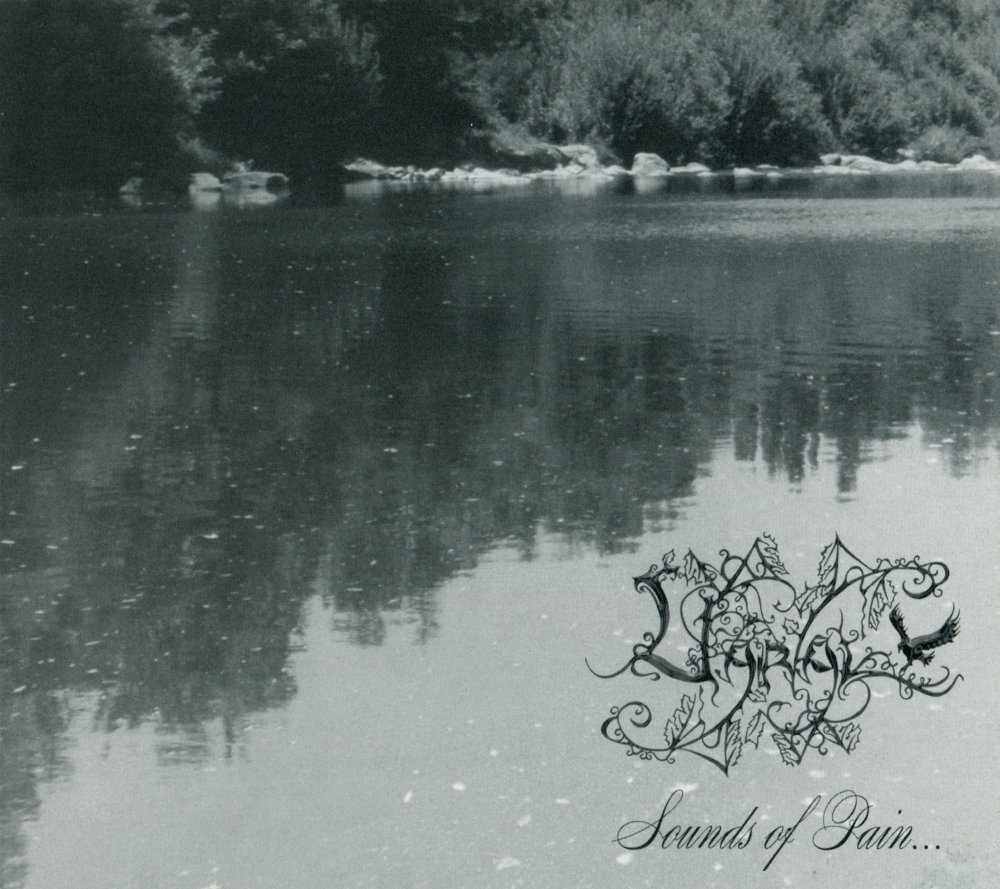
آلبوم صداهای درد یوآرال

صداهای درد اولین آلبوم استودیویی دو نفره شیلی یوآرال است که در ژانویه ۲۰۰۷ در شیلی و توسط Lost Horizon Records در خارج از کشور منتشر شد. این آلبوم بعد از ۹ سال اولین کار استودیویی گروه بودکه در اوت ۲۰۰۳ ضبط شد.
این آلبوم دارای آهنگ‌هایی از تولیدات قبلی است. همچنین در آهنگهای مختلف صداهای باران، «ورق زدن» صفحات و به ویژه گریه، نسبتاً متداول در دوم متال برجسته است.
لازم است ذکر شود که اولین انتشار آلبوم تنها شامل ۵۰۰ نسخه بود.